# 대한민국의 친족법
친족법(親族法)은 친족관계, 부부, 부모와 자녀, 후견, 부양 등을 규율하는 법을 말하고 상속법은 어떤 사람이 사망한 경우에 그 사람이 가지고 있던 재산에 관한 포괄적 권리의무를 승계받는 관계에 관한 법을 말한다.  재산의 지배와 거래관계를 규제하는 재산법(財産法)이 합리적인 타산 관계인 데 반하여, 가족법은 인격으로 결합된 협동생활 관계이므로 전통적인 습속에 의해 지배되는 경향이 많다. 또한 가족관계는 공동사회의 생활관계이므로 그것이 어떻게 행하여지는가는 국가질서와 도덕 감정에 큰 영향을 미치므로, 친족법(가족법)은 강행성을 띠게 되며 따라서 당사자의 마음대로 그 내용을 변경할 수 없다.

## 특색
민법 친족편은 과거 전통적인 가부장제도와 유교주의적 전통의 계승으로 남성 중심의 부계편중(父系偏重)의 입장을 견지해 왔었다.
현행 민법 친족편은 이러한 가부정적 규정들을 양성의 평등과 개인의 존엄을 규정한 「헌법」과 변화된 사회환경 및 가족상(家族像)에 부흥하기 위하여 꾸준히 개정해 온 노력의 소산이다.

### 상속법의 특색
민법 상속편도 친족편과 마찬가지로 구법에서는 호주·남자 우선순위로 하여 배우자·출가자녀·여자 등은 상대적으로 불이익 상태에 놓여 있었다.
1977년 12월 31일 법률 제3051호 '민법 중 개정법률'은 유류분제도를 신설(상속 제3장), 가족생활의 안정과 가족재산의 공평한 분배 및 법정상속인의 상속기대희망권의 보장을 도모하였으며(이는 유언자유의 원칙에 대한 제한이다), 1990년 1월 13일 법률 제4199호 '민법 중 개정법률'은 직계비속간의 상속분의 차등을 없애고 배우자는 직계비속·직계존속과 동순위의 공동상속인이 되며 그 상속분은 직계비속의 상속분에 5할을 가산하도록 하고 있다. 또한 상속비용의 상속재산 중에서의 지급(제998조의 2), 기여분(寄與分, 제 1008조의 2), 분묘(墳墓) 등의 승계(제1008조의 3), 특별연고자(特別緣故者)에 대한 분여(分與, 제1057조의 2) 등의 규정을 신설하였다.

### 가사조정·심판과 인사소송
부부나 형제자매들 사이에 일어나는 가정분쟁사건은 일반 민사사건과는 그 성격이 완전히 다르다. 즉 이들은 가정 내의 일이기 때문에 되도록 일반 사람들에게 알려지지 않는 것이 좋고,법으로 엄격히 다루는 것보다는 융통성 있게 애정으로 규율하는 것이 적당하며, 빠른 시일 내에 적은 비용으로 해결되는 것이 이상적이다. 이와 같은 필요에 의해 '인격의 존엄과 남녀의 평등을 기본으로 하여 가정평화와 친족상조(相助)의 건전한 공동생활의 유지에 기여함을 목적으로' 하는 '가사심판법(家事審判法)'이 제정되고 가정법원이 설치되었다. 가정법원이 관할하는 사건은 갑류·을류·병류의 세 가지로 나뉜다. 갑류사건은 단독심판관의 심판, 을류사건은 합의부의 심판에 의하며 조정에는 회부될 수 없다. 그러나 병류사건은 조정전치주의(調停前置主義)가 확립되어 있어서 조정을 통한 자주적인 해결을 시도한 후에야 심판을 촉구할 수 있다.  이러한 가정법원의 결정·명령 및 단독심판관의 심판에 대해서 불만이 있으면 항고(抗告)와 재항고(再抗告)를 할 수 있고. 합의부심판에 대해서는 항소(抗訴) 또는 상고(上告)를 할 수 있다.

### 가족법과 공시
누가 누구와 친자관계 또는 부부관계를 맺고 있으며 재산상속인이 누구라고 하는 등 사람의 친족관계는 일반 제3자에 대해서도 중요한 의미를 가진다. 따라서 개인의 친족관계를 일반에게 널리 알리기 위하여 친족행위의 요식성(要式性)이 민법의 원칙으로 되어 있는데, 이러한 필요에서 마련된 것이 '신분등록제도'이다. 신분등록제도는 「가족관계의 등록 등에 관한 법률」에 따라 개인의 친족관계의 변동을 신고하고, 그 내용을 가족관계등록부에 기재하는 형식으로 운영된다. 그러나 당사자의 신고에만 의존함으로써 가족관계등록부에 기재된 내용과 실체적인 사실과의 사이에 차질이 생길 우려가 있으므로 기재된 내용을 정정(訂正)할 수 있는 길도 마련하고 있다.

### 친족행위
친족행위라 함은 친족관계의 변동, 다시 말하면 친족관계를 발생·변경·소멸시키는 행위를 말하는 바, 다음의 세 가지로 나눌 수 있다.
1. 형성적 친족행위 ― 혼인을 하거나 입양을 함으로써 부부관계 혹은 양친자 관계가 새로이 이루어지는 것과 같이 직접적으로 친족관계를 창설하거나 폐지 또는 변경시킬 것을 목적으로 하는 법률행위.
2. 지배적 친족행위 ― 부모가 자식에게 친권을 행하는 것과 같이, 자기의 권리에 근거하여 다른 사람에게 친족법상의 지배를 하는 행위.
3. 부수적 친족행위 ― 부부가 재산계약을 맺거나 상속받을 사람이 승인하거나 포기하는 것과 같이, 일정한 친족관계에 따르는 행위.

이상에 말한 친족행위도 법률행위이므로 민법 총칙이 적용될 것으로 생각되기 쉬우나, 친족법의 특수성 때문에 일반적으로 적용되지 않는다. 따라서 친족행위는 의사능력만 있으면 할 수 있으며, 친족행위에는 대리가 허용되지 않는 등 친족법의 독자적인 원리에 의해서 규율된다.

## 친족
혈연이나 혼인으로 이어지는 사람 중에서 일정한 범위에 있는 사람들 서로간을 친족이라고 하다. 구법에서는 친족의 범위에 대해 혈족에 대하여는 부계 8촌, 모계 4촌, 인척에 대하여는 처가쪽으로는 처의 부모밖에 인정하지 않는 등 극심한 차별이 있었으나 현행 친족법에서는 남녀 평등정신에 충실을 기함을 개정이유로 하였으므로 남녀 동등하게 8촌 이내의 혈족과 4촌 이내의 인척 그리고 배우자만을 친족의 범위로 정하였다(제777조). 친족관계는 출생·혼인·입양·인지에 의해 발생하고, 사망·혼인의 취소와 무효·입양의 취소와 파양·인지의 취소 등에 의해서 소멸한다. 이상의 친족은 크게 혈족·인척·배우자로 나눌 수 있다(767조).

## 혼인
법률은 남자와 여자가 부부로서 공동생활을 할 것을 목적으로 결합하는 관계를 혼인이라고 부른다. 이러한 혼인제도는 가족관계의 기초이므로 개인의 존엄과 남녀의 평등을 기본원리로 하는 민주적인 제도로써 수립되어야 하며, 이를 위하여 자유로운 의사에 바탕을 둔 일부일처제 그리고 부부의 평등과 협력에 입각한 혼인관계가 수립되어야 한다.
한국에서도 1923년 이래 '법률혼주의'를 채택하고, 1960년에는 민법을 제정함으로써 혼인제도에 관한 전면적인 개혁을 꾀하여, 처의 무능력을 부인하고 '부부별산제(夫婦別産制)'를 채택하는 등 근대화를 도모하였다.

## 이혼
부부 쌍방이 살아 있으면서 혼인 관계를 해소시키는 것을 이혼이라고 한다. 부부관계를 인위적으로 소멸시킨다는 점에서 부부 일방의 사망 또는 실종 선고에 의해 소멸되는 자연적 해소와는 다르다.
과거 구미(歐美)에서는 기독교 사상의 영향으로 배우자의 일방에 혼인생활상 부여된 의무를 위반한 사실이 있을 때에만 이혼을 인정하는 '유책주의(有責主義)'를 취하였으나, 최근에는 쌍방에게 모두 책임이 없는 원인으로 해서 혼인생활이 파탄에 이르렀더라도 이혼을 성립시키는 '파탄주의(破綻主義)'가 일반적이다. 대한민국의 현행 민법은 유책주의를 원칙으로 하고, 파탄주의는 예외적으로 인정된다.
이혼에는 혼인관계에 있는 쌍방이 이혼에 관해 합의를 이루었을 때 성립하는 '합의 이혼'과 부부 쌍방이 이혼에 관해 합의를 이루지 못했을 경우 가정법원에 이혼 소송을 청구하여 판결의 선고로써 성립되는 '소송 이혼'이 있다.

## 부모와 자

### 친자
부모와 자녀와의 관계를 친자관계라고 한다. 이는 혼인관계와 함께 인륜의 기초가 된다. 오늘날 대부분의 사회에서는 친자관계를 대등한 인격자간의 관계로 보고 있어서 부모가 자녀에게 지나친 간섭을 할 수 없도록 되어 있다. 그리고 미성숙한 자녀에 대해 부와 모가 평등한 지위에서 보호·감독을 하고 있다. 친자관계에는 부모와 자녀가 혈연관계에 있는 친생자 관계와 혈연관계가 없더라도 법률에 따라 친자관계가 맺어진 법정친자 관계(양친자)가 있다. 친자관계를 맺게 되면, 자는 친권의 보호를 받게 되어 부양을 받고 상속을 받는 등의 이익을 누리게 된다. 자녀가 출생하면 원칙적으로 부의 성과 본을 따르나(781조 1항 본문), 부모가 혼인신고시 모의 성과 본을 따르기로 협의한 경우(781조 1항 단서) 또는 부를 알 수 없는 경우(781조 2항) 등은 모의 성과 본을 따른다.

### 인지
인지란 혼인 외의 출생자를 그 생부(生父) 또는 생모(生母)가 자기의 자로 인정하는 것을 말한다. 혼인 외의 출생자와 그 부와의 부자관계는 오로지 인지에 의해서만 생기는 데 반하여, 모와의 친자관계는 기아(棄兒)에 대한 경우 등 특수한 경우를 제외하고는 출생에 의해 당연히 생긴다. 인지에는 부 또는 모가 임의로 하는 경우와 재판에 의해 강제로 하는 경우가 있다.

### 친생자관계 존부확인의 소
특정인 사이에 친생자 관계가 존재하는가의 여부에 대해서 다툼이 있을 때에 그 확정을 위해 제기하는 소를 말한다. 소를 제기하기 위하여 '부(父)를 정하는 소', '친생부인의 소', '인지에 대한이의의 소', '인지청구의 소' 등의 목적과 저촉되지 않는 다른 사유가 있어야만 한다(865조). 따라서 혼인 중에 출생한 자라도 적출의 추정을 받을 수 없는 때, 예컨대 남편이 유학 중이거나 실종되어 부부가 별거하고 있는 사이에 처가 임신한 경우는 '친생자관계 부존재 확인의 소'를 제기할 수 있다. '친생자관계 존부확인의 소'는 '친생부인의 소'보다 소(訴)제기의 요건이 엄격하지 않아 쉽게 청구할 수 있다. 즉 소를 제기할 수 있는 사람이 부에 국한되지 않고 이해관계인까지도 모두 청구할 수 있으며, 제기할 수 있는 기간에도 제한이 없다. 다만 당사자 일방이 사망한 때에는 그 사망을 안 날로부터 2년 이내에 검사를 상대로 제기하도록 되어 있다(865조 2항). 이 소는 가정법원의 조정 또는 심판으로 청구하는데, 존부를 확인하는 심판이 확정되면 소를 제기한 사람은 판결확정일로부터 1개월 이내에 호적정정의 신청을 해야 한다.

### 양자
양자제도는 친생자라는 생리적 혈연관계가 없는데도 법률이 혈연관계가 있는 것으로 의제하여 친자관계를 인정하는 제도이다. 양자관계는 양친과 양자가 서로 친자관계를 맺겠다고 합의함으로써 이루어진다. 대한민국에서는 양자제도가 조상의 제사와 가의 계승을 위한 '가(家) 본위의 양자제도'로서 인정될 뿐이었으나 오늘날에는 부모 없는 자녀에게 부모를 주고, 자녀 없는 부모에게 자녀를 주는 '자(子)본위·부모본위의 양자제도'로 전환되었다. 구법에서는 사후양자·유언양자·호주상속양자·서양자·호주가 된 양자의 파양금지 등 가제도 본위의 양자제도가 남아 있었으나 현행 민법에서는 이를 모두 삭제하였다. 즉, 자와 부모를 위한다는 것이 기본정신이므로 성년자이면 누구나 남녀, 기혼·미혼에 관계 없이 양자를 들일 수 있고, 또한 자녀를 두고 있는 사람도 양자로 될 수 있으며, 부부는 함께라야만 입양할 수 있다. 양친자 관계는 입양을 통해 발생하고, 그 입양의 취소 또는 파양을 통해 소멸된다.

## 친권
부 또는 모가 미성년자인 자녀를 보호·교양하고 그이 재산을 관리하는 권리화 의무를 친권이라고 한다. 즉 법률상 친자 관계를 맺으면 그 효과로서 당연히 발생되는 것이다. 종래에는 친권이란 것이 부모가 자녀에 대해 절대적으로 지배하는 권리라고 하는 면에 중점을 두고 있었으나, 오늘날에는 자를 감독하며 보호·양육한다는 의무의 면에 치중하고 있다. 즉 자녀를 건전하게 육성하도록 부모에게 부여된 의무를 이행하는 것이 곧 친권이므로 의무를 주내용으로 한 권리라고 볼 수 있으므로, 친권자는 그의 의무를 수행할 때에 타인의 간섭을 받지 않을 권리가 있다. 그러나 특별한 경우, 예를 들어 부모의 의견이 일치하지 아니하거나(제909조제2항 단서) 제3자가 자녀에게 무상으로 재산을 수여한(제918조) 때에는 부모의 친권행사가 제한될 수 있고, 친권자와 그 자녀의 이해가 상반되는 때(제921조)에는 특별대리인을 선임하여야 한다.

## 후견
후견이란 친권자가 없어서 친권의 보호를 받을 수 없는 미성년자와 성년자라도 정신장애 때문에 금치산 혹은 한정치산의 선고를 받은 사람을 보호하기 위한 제도인데, 이를테면 친권의 보충 또는 연장이라고 할 수 있다.  후견은 미성년자 부모가 사망·행방불명·금치산선고·한정치산 선고·친권상실 선고를 받아 친권자가 없어진 때와 친권자는 있더라도 친권의 일부를 박탈당한 때에 행해진다(928조). 그리고 성년자라도 금치산 또는 한정치산의 선고를 받은 때에는 그를 보호하기 위해 후견이  행해진다(929조). 이와 같은 사유에 의해 후견인이 선정되면 후견이 개시되는데, 후견인은 「가족관계의 등록 등에 관한 법률」로 정하는 바에 따라서 그가 취임한 날로부터 1개월 이내에 이를 신고해야 한다.

## 부양
부양이라 함은 혼자의 힘으로 생계를 유지할 수 없는 친족에 대해 도와주는 것이므로 어떤 방법으로 도와주든 관계없다. 즉 부양받아야 할 사람을 맡아서 생활보장을 시켜줄 수도 있고, 생활비를 지급하거나 물질적인 도움을 줄 수도 있다.  이와 같이 부양의 정도와 방법은 구체적인 사정에 따라 정해져야 하므로 우선 당사자의 협정에 의하고, 협정이 이루어지지 않으면 당사자가 가정법원에 의뢰함으로써도 결정할 수 있다. 이때 가정법원은 부양받을 사람의 생활정도, 부양의무자의 자력 그 밖의 여러 사정을 참작하여서 결정한다(977조).  이와 같은 협정이나 판결이 있은 후, 만약 당사자의 사정에 변경이 있을 때에는 이를 취소 또는 변경할 수도 있다. 그리고 부양에 관한 결정은 반드시 이행되어야 하므로, 부양의무자에게 부과된 부양료 지급의무에 관해 강제 집행을 할 수 있다(가심 29조 1항). 뿐만 아니라 가사심판법은 이행을 확보하기 위해 가압류·가처분·이행권고·이행명령 등의 제도를 마련하고 있다(가심 36조-40조 참조).

## 같이 보기
- 친족
- 가족법